# 布夸朗站
布夸朗站是法国的一个铁路车站，位于法国加尔省的布夸朗和诺济耶尔境内。

## 位置
布夸朗站位于布夸朗和诺济耶尔市镇中心的南部。车站大致呈南北走向，开口朝东。

## 设施
布夸朗站是一个乘降所，没有人工售票窗口和自动售票设施，在该站乘降的乘客需主动购票或使用通勤卡。
布夸朗站站内没有地下通道或天桥，前往上行方向（阿莱斯方向）需横穿铁路正线，因此该站存在一定的安全隐患。

## 停靠线路
以下列车线路在布夸朗站停靠：
| 布夸朗站列车线路表     |        |                   |                   |              |
| 线路                   | 车种   | 上一站            | 下一站            | 大致运行频率 |
| 热诺拉克/阿莱斯—尼姆   |        | 阿莱斯            | 诺济耶尔-布里尼翁 | 每天1~2趟    |
| 阿莱斯→蒙彼利埃/纳博讷 | 阿莱斯 | 诺济耶尔-布里尼翁 | 每天1趟（单向）   |              |
| 1. 2.                  |        |                   |                   |              |

## 配套交通

### 长途客车
布夸朗站附近暂无常规长途客运线路。当某条铁路线施工或罢工时，SNCF可能也会提供途径该线路沿途站点的大巴车，其车票可与SNCF的同线路车票通用。

### 市内交通
| 附近的市内公共交通线路 |              |                                                        |
| 公交车站名称           | 位置         | 停靠线路                                               |
| Gare                   | 布夸朗站门口 | - 510路：阿莱斯-火车站 ↔ 布里尼翁-加尔东讷恩克初级中学 |
| 1.                     |              |                                                        |

### 社会车辆
布夸朗站没有对应的社会车辆停车场，仅站房前方大约可以停靠6辆小型机动车。

## 临近车站
| 布夸朗站（Gare de Boucoiran）  |                      |                     |
| 上行车站                       | 线路                 | 下行车站            |
| 阿莱斯站                       | 圣日耳曼沟－尼姆铁路 | 诺济耶尔-布里尼翁站 |
| - 本表仅显示运营中的线路及车站 |                      |                     |